# 格本号大巡洋舰
格本号是德意志帝国海军两艘毛奇级大巡洋舰的末舰，得名于普法战争时期的普鲁士宿将奥古斯特·卡尔·冯·格本。格本号与其姊妹舰毛奇号一样，是此前德国战列巡洋舰设计冯·德·坦恩号的增大版本，它们的装甲保护有所加强，并有一座额外的炮塔和多两门主炮。相较于其英国竞争对手不倦级，格本号及毛奇号明显更大、装甲更好。
在1912年入役的数月后，格本号与小巡洋舰布雷斯劳号组成了德国地中海分队，并于巴尔干战争期间在当地巡逻。随着第一次世界大战于1914年7月28日爆发，格本号与布雷斯劳号先是炮击了法国设于北非的据点，继而在成功躲避了地中海的英国海军部队后，抵达君士坦丁堡。这两艘舰于1914年8月16日移交奥斯曼帝国使用，其中格本号被更名为严君苏丹塞利姆号（土耳其語：Yavûz Sultân Selîm，通称“严君号”），成为奥斯曼帝国海军的旗舰。通过炮击黑海沿岸的俄国设施，该舰将奥斯曼卷入战争，并加入了德国阵营。它在战争期间主要与驻黑海的俄国部队作战，包括数次与俄国战列舰的无果交火。1918年1月，严君号突入爱琴海，引发了印布洛斯岛海战；它在那里击沉了两艘英国浅水重炮舰，自身却因触雷而严重受损。
在新的土耳其政权成立后，舰只于1936年正式更名为严君号；并于1938年负责将穆斯塔法·凯末尔·阿塔图尔克的遗体从伊斯坦布尔运送至伊兹密特。严君号继续担任土耳其海军的旗舰，直至1950年退役。在西德政府拒绝了从土耳其回购的提议后，舰只于1973年拆解报废。它是德意志帝国海军最后一艘幸存的军舰，也是在所有海军中服役年限最长的战列巡洋舰。

## 设计
格本号全长186.6（612英尺2英寸）、舷宽29.4（96英尺5英寸），满载吃水深度为9.19（30英尺2英寸）。其设计排水量为22,979公噸（22,616長噸），满载排水量则可达25,400公噸（25,000長噸）。船体采用西门子－马丁低碳钢建造，被分为十五个水密舱室和一个占龙骨长度比重为78%的双层船底。德国海军将格本号视为优良的远洋军舰，其航行时的摇晃程度较轻，横摇周期为每分钟5.8次。尽管舰身狭长，但它的机动性却非常好。低速航行时，转向能力较差，而当处于停泊状态时，需要依靠螺旋桨才能进行转向。舰只由两组四轴帕森斯涡轮机和24台舒尔茨-桑尼克罗夫特式（Schulz-Thornycroft）式燃煤锅炉提供动力，额定功率为51,289匹軸馬力（38,246千瓦特），最高速度为25.5節（47.2每小時）。在14節（26每小時）的巡航速度下，舰只可以航行最多4,120海里（7,630）。
格本号的主舰炮为十门安装在五座双联装炮塔内的280毫米50倍径速射炮，炮管可升降至13.5°仰角和-8°俯角，射程为18,100（19,800碼）。它们可发射302（666磅）重的穿甲弹，每门炮备弹81发，共计携带810发。副炮则由十二门廓装于舰只中央部分的150毫米45倍径速射炮，以及十二门分布在舰艏、舰艉和前司令塔周围的88毫米45倍径速射炮所共同组成。此外，舰只还装备有四具500（20英寸）浸没式水下鱼雷发射管。

## 服役历史
作为德国的第三艘战列巡洋舰，格本号是在1909年4月8日以“新造H舰”为代号向汉堡的布洛姆-福斯船厂订购，建造编号为201。其龙骨架设于1909年8月19日，至1911年3月28日下水。H舰得名于前普鲁士步兵上将奥古斯特·卡尔·冯·格本，他曾在1871年普法战争的圣康坦战役中，率领普鲁士第八军团取得了决定性胜利。因此在下水仪式上，由时任第八军团司令的步兵上将保罗·冯·普勒茨主持为舰只命名。在舾装工作完成后，格本号于1912年7月2日正式投入德意志帝国海军使用。
1912年10月，当第一次巴尔干战争爆发之初，奥斯曼帝国遭到一系列挫败。由于德国与奥斯曼存在密切的经济和军事联系，为了向后者提供一定程度的支持，同时试图加强在地中海的影响力，德国海军参谋本部决定组建地中海分队，并因此派出格本号和小巡洋舰布雷斯劳号前往君士坦丁堡。两艘舰只于1912年11月4日离开基尔，至11月15日抵达。当时正在希腊克基拉島附近海域活动的防护巡洋舰菲内塔号也奉命驶往君士坦丁堡与格本号会合。11月18日，格本号和菲内塔号分别派出450人和126人组成的国际调停力量在君士坦丁堡登陆。从1913年3月开始，格本号便一直在整个地中海区域游弋，期间到访了包括威尼斯、普拉和那不勒斯在内的多个地中海港口，继而航行至阿尔巴尼亚海域。这次行程过后，格本号返回普拉，并于8月21日至10月16日停留在那里进行保养维护。
1913年6月23日，第二次巴尔干战争爆发，促使地中海分队留任。海军少将威廉·蘇雄于1913年10月23日接任支舰队指挥官。格本号和布雷斯劳号继续在地中海开展活动，并在第一次世界大战爆发之前出访了约80个港口。1914年春，两艘舰开始为德皇威廉二世的皇家游艇霍亨索伦号提供长达五周的护航。同年3月，格本号抵达威尼斯迎接德皇伉俪，然后将它们护送至克基拉島的德皇行宫。舰只在当地一直逗留至5月，然后于5月9日前往那不勒斯迎接小巡洋舰柯尼斯堡号，并护送其穿越苏伊士运河到达德属东非。在地中海游弋期间，格本号发现许多锅炉管存在泄漏问题，并自6月起接受临时性锅炉修理维护。有及于此，海军参谋本部原计划用其姊妹舰毛奇号轮替格本号，以便让后者返回威廉港接受永久性维修。但随着奥匈帝国皇储弗朗茨·斐迪南大公于1914年6月28日遇刺，以及此后欧洲列强之间的紧张局势加剧，使得这一计划无法实现。
刺杀事件发生后，苏雄评估认为同盟国与协约三国之间的战争已迫在眉睫，遂命令其舰只前往普拉，抓紧更换磨损的锅炉管并进行维修备战。由德国调来的工程师开始登舰工作，并更换了4460条锅炉管。1914年8月2日00:52，格本号航行在爱奥尼亚海海域时接到动员令，并由时任舰长、海军上校理夏德·阿克曼于早晨对全体船员发表了一次简短的动员讲话。格本号和布雷斯劳号于14:40抵达墨西拿加煤及补充物资，同时将和平时期使用的非必需品拆卸移除。

### 第一次世界大战

#### 格本号及布雷斯劳号攔截战

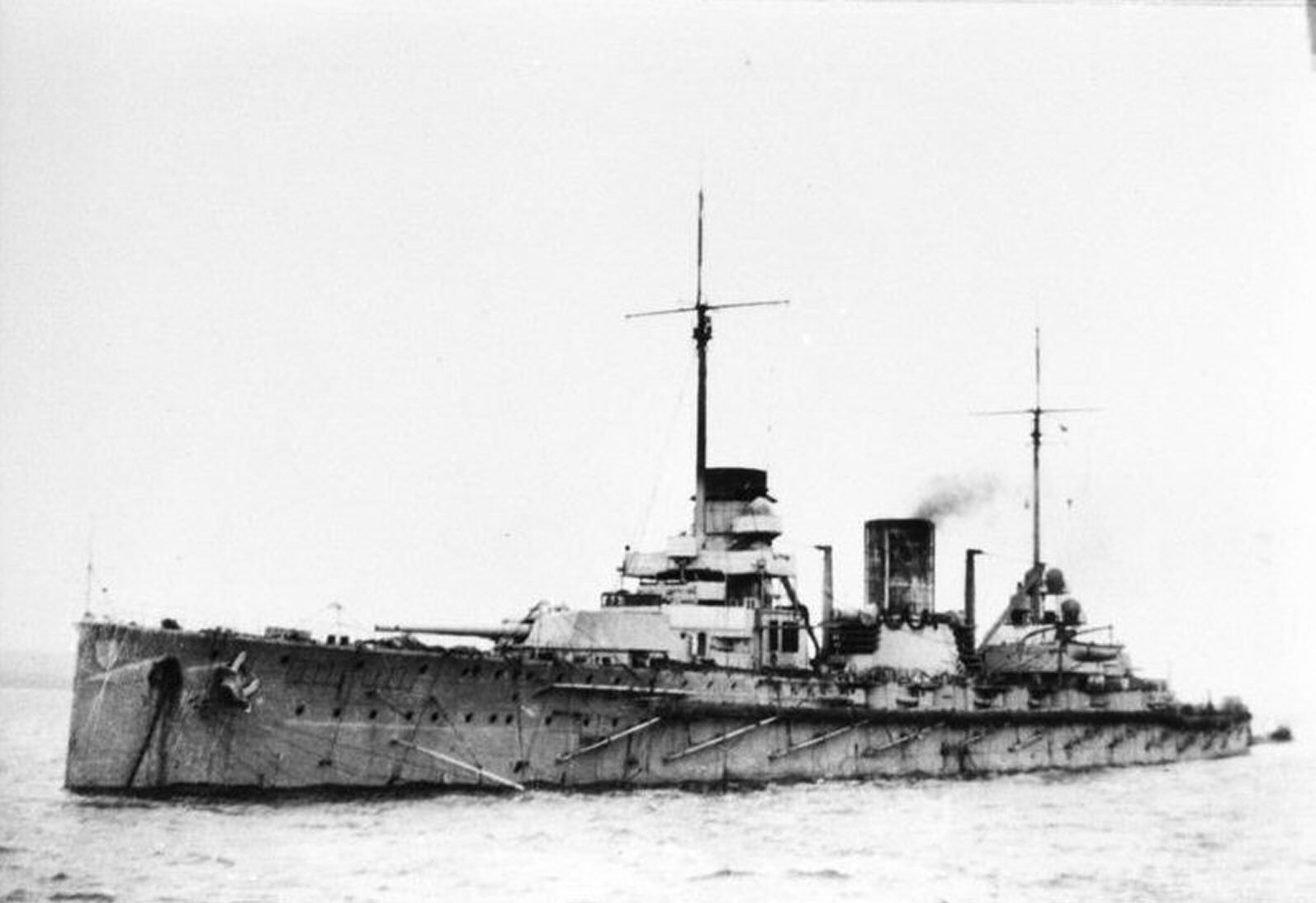
格本号泊港，日期不详

德皇威廉二世曾颁令一旦发生战争，格本号和布雷斯劳号既可以留在地中海展开袭击，以阻挠法国军队从北非返回欧洲，也可以尝试突入大西洋并回到德国海域，具体的裁量权交由支舰队司令自行决定。苏雄决定进攻法国的北非据点。1914年8月3日，在这两艘舰前往阿尔及利亚的途中，苏雄收到了对法国宣战的消息。次日清晨6:08，格本号以三十六枚150（5.9英寸）炮攻击了菲利普维尔（今阿尔及利亚斯基克达）的港口设施，并于10分钟后转满舵全速驶离战场，而布雷斯劳号则奉德皇之命对博内（今阿尔及利亚安纳巴）实施轰炸。随后，海军上将阿尔弗雷德·冯·提尔皮茨和胡戈·冯·波尔向苏雄下达密令，指示他前往君士坦丁堡，这与德皇的命令背道而驰，而他本人也并不知情。
鉴于格本号无法在不加煤的情况下抵达君士坦丁堡，因此苏雄决定首先前往墨西拿。途中，德国人遇到了英国战列巡洋舰不倦号和不挠号，但由于此时英国尚未对德宣战，现场气氛高度紧张。双方舰队在相距9（4.9海里；5.6英里）的情况下沿着相反的航线交错而过，随后英国人转向，尾随格本号和布雷斯劳号，但德国舰只立即以最高航速摆脱，并于8月5日抵达墨西拿。早在8月2日，意大利便已宣布中立，这使得在墨西拿补充燃料更为复杂。根据国际法，参战舰只仅可在中立港口停留24小时。富有同情心的意大利海军当局却允许格本号和布雷斯劳号在港口停留约36小时，以便这些舰只可以从德籍煤船上加煤。尽管有了额外的时间，格本号的燃料储备仍不足以使其航行至君士坦丁堡，因此苏雄安排了另一艘煤船在爱琴海会合。法国舰队则仍然驻扎在地中海西部，因为法国海军上将奥古斯汀·布埃·德·拉佩雷尔确信，德国人要么会逃到大西洋，要么会至普拉加入奥地利。

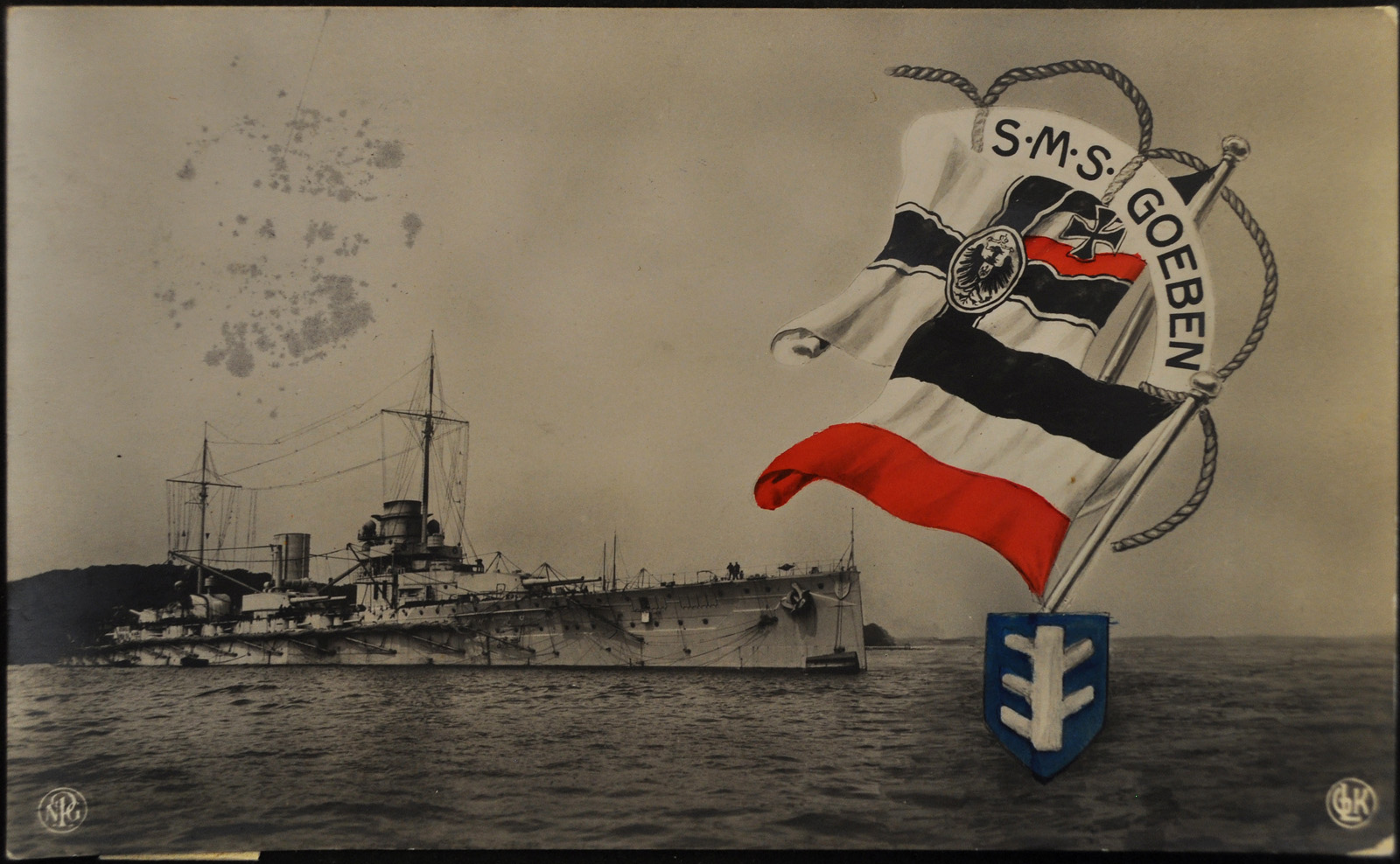
描绘有格本号的战前明信片

苏雄的两艘舰于8月6日一早从墨西拿出发，穿过海峡的南口，驶向地中海东部。两艘英国战列巡洋舰仍处于100英里（87海里；160）开外，而第三艘——不屈号，则正在突尼斯的比塞大加煤。挡在苏雄路上唯一的英国海军部队是第1巡洋分舰队，它由四艘装甲巡洋舰防御号、黑太子号、爱丁堡公爵号和勇士号组成，受海军少将欧内斯特·特鲁布里奇指挥。德国人起初朝亚得里亚海佯动，此举误导了特鲁布里奇，他航行至亚得里亚海的入海口拦截它们。在意识到错误后，特鲁布里奇改弦更张，命令轻巡洋舰都柏林号和两艘驱逐舰对德国人发动鱼雷攻击。布雷斯劳号的瞭望哨发现了这些舰只，它和格本号在黑暗中避开了追击者，并未被察觉。特鲁布里奇于8月7日早些时候中断了追击，他确信自己的四艘老式装甲巡洋舰在面对拥有280（11英寸）口径大炮的格本号发动任何攻击，都无异于自杀行为。苏雄的前往君士坦丁堡之旅此时变得明朗起来。
格本号在纳克索斯岛附近的佐努薩島重新补充了燃煤。8月10日下午，两艘舰驶入达达尼尔海峡。它们与一艘奥斯曼哨艇会合，由后者引领它们穿过马尔马拉海。为了规避中立要求，奥斯曼政府提议通过以“虚拟出售”的方式接管舰只的所有权。在德国人批准之前，奥斯曼人便于8月11日宣布，它们以8000万马克的价格购入了这些舰只。在8月16日的交接仪式上，两艘舰只正式投入奥斯曼海军服役。9月23日，苏雄接受了由他指挥奥斯曼舰队的提议。格本号改名为“严君苏丹塞利姆号”（通称“严君号”），布雷斯劳号则更名“米迪利号”；它们的德国船员也将配发奥斯曼军服和土耳其毯帽作战。

#### 黑海行动

##### 1914年

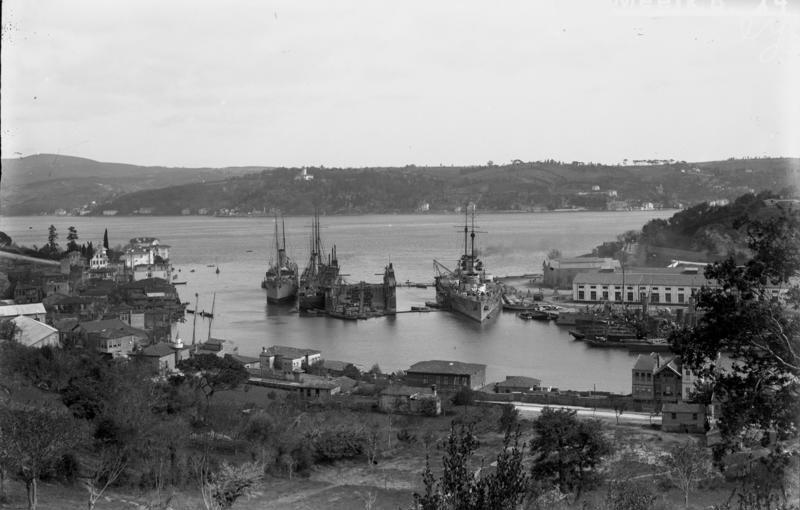
严君号于博斯普鲁斯海峡（伊斯坦布尔）的欧洲一侧

10月22日，尽管奥斯曼帝国尚未向协约国宣战，但时任奥斯曼军事部长的恩维尔帕夏依然下令对俄国的黑海军事基地实施先发制人的打击。因此，所有奥斯曼军舰都进入黑海，并于10月27日14:54在博斯普鲁斯海峡入口以西集结。10月29日清晨，苏雄指示严君苏丹塞利姆号炮击设于塞瓦斯托波爾的俄方军火库及军营，迫使奥斯曼作为德国盟友加入了战争。严君号共向目标发射了四十七枚280毫米炮和十二枚150毫米炮，自身则被三枚俄方炮弹击中。首枚命中的是10英寸（250）榴弹炮，其落在舰艉烟囱的前方但未能引爆；另外两枚中弹则造成轻微损伤。在行动期间，严君号及其护航舰艇穿过了俄国一片不起作用的雷区，并曾与俄国驱逐舰普希金中尉号交火。后者被严君号的两枚150毫米炮击中，导致其转向联动装置受损，舰桥下方起火。回到土耳其海域时，严君号还偶遇了俄国布雷艇普鲁特号并发起攻击，并迫使后者船员凿沉了这艘满载有700枚水雷的舰艇。作为对炮击的回应，俄罗斯于11月1日宣战，从而迫使奥斯曼人卷入更为广泛的世界大战。法国和英国则于11月3日轰炸了守卫达达尼尔海峡的奥斯曼要塞，并在两天后正式宣战。通过是次交锋，俄国人得出的结论是，整个黑海舰队必须保持集合状态，这样便不会被严君号逐一击破。
11月18日，在米迪利号的护航下，严君苏丹塞利姆号于距离克里米亚海岸线约17海里（20英里；31）处对俄国黑海舰队发动拦截，后者刚从炮击特拉比松的行动中返航。尽管已是中午时分，海面上仍然被浓雾笼罩，苏雄的舰队起初也没有发现任何敌方主力舰。在海战开始前，黑海舰队曾试行用其中一艘“主舰”集中控制多艘舰船的火力，并以战列舰尤斯塔斯号担当此责，直至另一艘主舰金口若望号能够看见严君号。当最终收到射击指令时，这些舰只的射程较尤斯塔斯号所估计的7,000（7,700碼）超出了逾3,700（4,000碼），因此尤斯塔斯号只得使用自己的数据开火，然后严君号转向其舷侧射击。当一枚12英寸（300）炮部分穿透了严君号的其中一门副炮的炮廓装甲时，它的首轮齐射也命中了对方。前者引爆了一些准备使用的弹药，造成大火并杀害了该炮廓内的全部炮手。共有13人死亡，3人负伤。严君号的还击则命中了尤斯塔斯号的中部烟囱；炮弹穿过烟囱后爆炸，摧毁了火控通信天线，使得尤斯塔斯号无法纠正金口若望号错误的射程数据。其余的俄国舰只，要么是引用了金口若望号的错误数据，要么是从未看见严君号，因此也没有任何命中记录。严君号再对尤斯塔斯号取得三次命中，尽管其中一枚炮弹未能引爆，但苏雄在14分钟的战斗后决定中断接触。在其发射的十九枚280毫米炮中，四发命中共造成敌舰34人阵亡、24人负伤。
接下来的一个月里，严君苏丹塞利姆号先是于12月5－6日出海为运兵船提供护航，后于12月10日对巴统实施了炮击。12月23日，严君号与哈米迪号又再护送三艘运兵船前往特拉比松。12月26日，在从另一次运输护航行动中返回时，严君号在博斯普鲁斯海峡外围约一海里处不慎触雷，并在右舷司令塔下方发生爆炸。爆发将船体撕开了一个约50平方米的孔洞，但防鱼雷舱壁依然完好，仅因铆钉弹落而出现轻微渗漏。两分钟后，严君号的左舷再度触雷，撞击点位于主炮翼炮座的正前方；并撕开了一个约64平方米的孔洞。舱壁向内弯曲约340（13英寸），但仍可维持对舰只内部的水密保护。然而，有约600公噸（590長噸）水涌入了舰内。由于奥斯曼的船坞过小，严君号无法驶入停泊，因此需要建造并安装两个钢制围堰进行临时维修，围堰内的水将被排干，在受损的船体周围形成干燥的工作区。这均由德国专家组负责实施建造和维修。弹孔是以混凝土进行修补，在需要更持久的工作之前，混凝土可以固定数年。

##### 1915年
仍然受损的严君苏丹塞利姆号曾于1915年1月28日和2月7日两度从博斯普鲁斯海峡出击，以帮助米迪利号逃离俄国舰队；并掩护哈米迪号返航。随后，严君号继续展开弹孔修补工作，直至3月28日完工。4月1日，严君号与米迪利号一同驶离博斯普鲁斯海峡，以掩护刚被派往炮击敖德萨的防护巡洋舰哈米迪号和迈吉德号撤退。然而，强大的水流却迫使巡洋舰进近至距第聂伯－布格河口湾以东约24（15英里；13海里）处，那里将通往尼古拉耶夫。当它们修正了航向朝西行驶时，迈吉德号不慎触雷并沉没，导致炮击任务只得中止。当严君号和米迪利号出现在塞瓦斯托波尔对开海面、并击沉了两艘货船后，俄国舰队一整天都在追击它们，并于黄昏后派出几艘驱逐舰尝试进行鱼雷攻击。仅一艘驱逐舰，即愤怒号能够近距离发动攻击，但没有命中。严君号和米迪利号毫发无损的返回博斯普鲁斯海峡。
4月25日，就在协约国登陆加里波利的同一天，俄国海军部队也来到了博斯普鲁斯海峡，并炮击了守卫海峡的要塞。两天后，严君苏丹塞利姆号南下达达尼尔海峡，在前无畏战列舰图尔古特雷斯号的陪同下，向协约国驻加里波利的部队发起炮轰。它们于黎明时分准备就位，一个系留气球发现了它们。当英国无畏舰伊丽莎白女王号以15英寸（380）炮发出的首轮齐射落在附近时，严君号离开了射击阵位，驶近悬崖，使得伊丽莎白女王号无法与之交战。4月30日，严君号作第二次尝试，但被前无畏舰纳尔逊勋爵号发现，后者已驶入达达尼尔海峡炮击恰纳卡莱的奥斯曼大本营。这艘英国军舰仅发射了五枚炮弹，严君号便从它的视线中消失了。

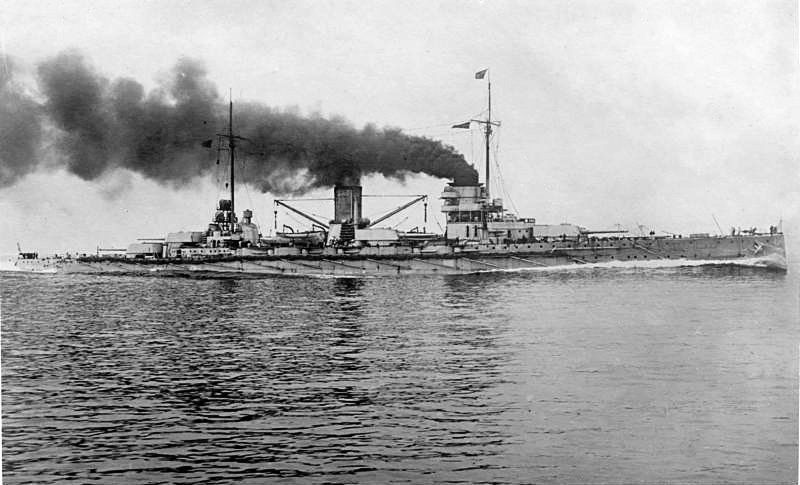
全速航行的格本号

5月1日，在俄国舰队轰炸博斯普鲁斯海峡的防御工事之后，严君苏丹塞利姆号航行至博斯普鲁斯海峡的贝伊科兹湾。5月7日左右，严君号从博斯普鲁斯海峡出发搜寻俄国舰只，一直到塞瓦斯托波尔，但一无所获。由于主炮弹药不足，它没有炮击塞瓦斯托波尔。在5月10日早晨返航时，严君号的瞭望手发现了两艘俄国前无畏舰三成圣者号和潘捷列伊蒙号，并朝之开火。在前十分钟里，它被击中三次，但没有遭到严重破坏。苏雄下令脱离接触并向博斯普鲁斯进发，遭到了俄国轻型部队的追击。当月晚些时候，该舰的两门150毫米口径炮被移至岸上使用，同时舰艛后部的四门88毫米口径炮也被拆除。四门88毫米的高射炮则于1915年底安装至相同位置。
7月18日，米迪利号触雷；导致约600公噸（590長噸）海水灌入舰内，并且无法再执行从宗古爾達克至君士坦丁堡的船队护航任务。对于奥斯曼而言，这条从安那托利亞海岸将煤炭运往博斯普鲁斯的航线至关重要，因此严君苏丹塞利姆号被分配执行这项任务，并于8月10日连同哈米迪号和三艘鱼雷艇，为一支由五艘运煤船组成的船队护航。在运输途中，船队遭到俄国潜艇海豹号的袭击，并击沉了其中一艘煤船。翌日，海豹号和另一艘潜艇也试图攻击严君号，但它们无法达到射击阵位。9月5日，两艘俄国驱逐舰快速号和尖锐号袭击了一支由哈米迪号和两艘鱼雷艇护航的奥斯曼船队。哈米迪号的150毫米炮在战斗中发生故障，奥斯曼人遂召来严君号，但它来得太晚了：为了避免被俄国驱逐舰俘获，三艘煤船已被拖上岸，并损失了10,780公噸（10,610長噸）燃煤。
9月21日，严君苏丹塞利姆号再被派出博斯普鲁斯海峡，以驱赶三艘攻击奥斯曼煤船的俄国驱逐舰。护航任务一直持续至11月14日，当时严君号在博斯普鲁斯海峡外围几乎被俄国潜艇海象号发射的两枚鱼雷击中。苏雄认为这对巡洋舰的风险实在太大，于是暂停了护航系统。作为替代方案，只有那些能在一夜之间从宗古尔达克到君士坦丁堡的快船可以执行运输任务；它们将在博斯普鲁斯海峡外围与鱼雷艇会合，以抵御潜伏的潜艇。至夏季末，随着两艘新的俄国无畏舰——玛利亚皇后号和叶卡捷琳娜大帝号完工并投入使用，严君号的活动受到进一步限制。

##### 1916－17年

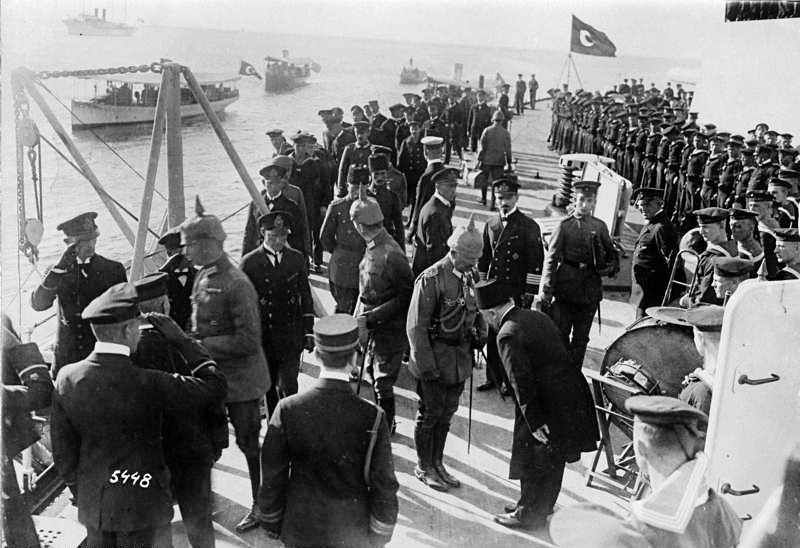
威廉二世皇帝作为他在一战中的盟友穆罕默德五世苏丹的客人，于1917年10月在伊斯坦布尔停留期间访问严君号

苏雄于1月8日派遣严君号前往宗古尔达克，以保护一艘即将驶来的空载煤船免遭俄国驱逐舰袭击，但俄国人在严君苏丹塞利姆号抵达之前便已击沉了这艘船。在返回博斯普鲁斯海峡的途中，严君号于09:15遇到了叶卡捷琳娜大帝号。两艘舰遂从18,500（20,200碼）的距离开始，进行了一场短暂的炮斗。严君号转向西南，并在交战的前四分钟内以主炮发出了五轮齐射。两艘舰都没有命中任何目标，但严君号还是遭到了近距脱靶的弹碎侵袭。尽管名义上的航速比叶卡捷琳娜大帝号快得多，但这艘奥斯曼战列巡洋舰的底部积垢严重，螺旋桨的状况也很糟糕。这使得严君号难以逃离据报航速已达23.5節（43.5每小時）的强大俄国战列舰。然而，炮斗过后，烟雾缭绕的叶卡捷琳娜大帝号于10:40先行离去，严君号得以逃过一劫。
在高加索战役期间，俄国军队于奥斯曼帝国的领土上取得重大进展。为了阻止俄国陆军继续推进，严君苏丹塞利姆号于2月4日受命将429名官兵、一门山炮、一门机炮、1000支步枪和300箱弹药送往特拉比松前线。3月4日，俄国海军派遣了一支约2100人的分遣队连同山炮和战马，在帕扎爾的港口两翼登陆。奥斯曼人措手不及，被迫撤离。另一次登陆则于6月，在特拉比松以东约5英里（8.0）的卡瓦塔湾进行。奥斯曼人于6月下旬反击，侵入俄国防线约20英里（32）之远。严君苏丹塞利姆号和米迪利号展开了一系列的沿海行动来支援奥斯曼的进攻。7月4日，严君号对图阿普谢港口实施炮击，并击沉了当地的一艘轮船和一艘摩托多桅纵帆船。在两艘俄国无畏舰驶离塞瓦斯托波尔试图攻击它们之前，奥斯曼舰只向北绕至俄国人后方。然后它们沿保加利亚海岸返回博斯普鲁斯海峡，严君号在那里停靠，修理螺旋桨轴直至9月。
在无畏舰的掩护下，俄国驱逐舰和潜艇活动日益频繁，煤炭的供应渠道也因此基本被切断。由于煤炭短缺的情况持续恶化，苏雄被迫下令暂停严君苏丹塞利姆号和米迪利号的活动，直至1917年。随着俄国和奥斯曼帝国在布尔什维克革命后于1917年12月签署停战协定，以及《布列斯特-立陶夫斯克條約》自1918年起正式生效，煤炭才得以继续从奥斯曼东部供应。

##### 1918年

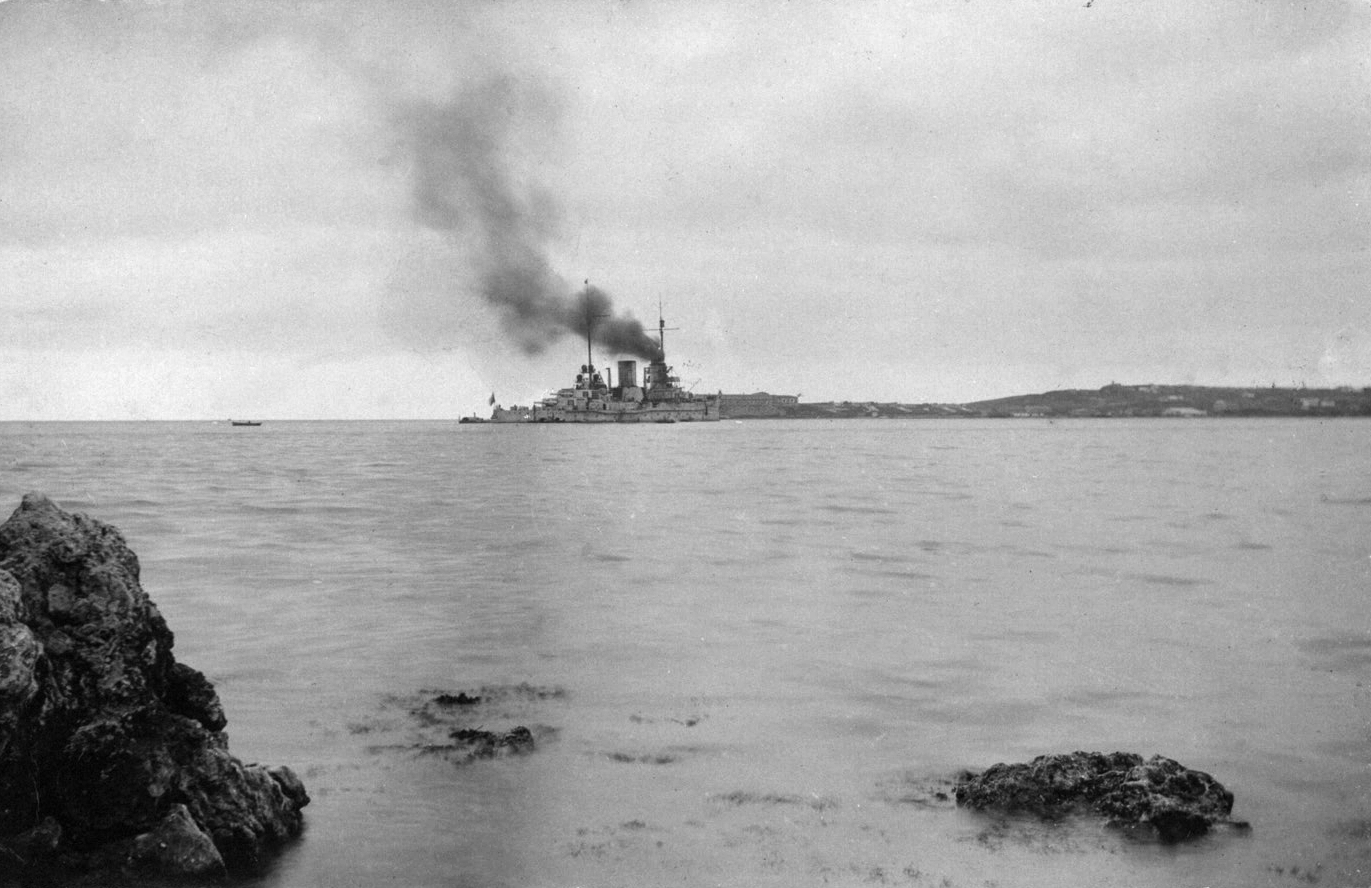
严君号于塞瓦斯托波尔，1918年

1918年1月20日，严君苏丹塞利姆号和米迪利号在海军中将胡贝特·冯·雷布埃尔-帕施维茨的指挥下驶离达达尼尔海峡，后者于前一年9月取代了苏雄的职位。雷布埃尔-帕施维茨的意图是将同盟国海军部队引出巴勒斯坦，以支援部署在当地的奥斯曼军队。在海峡之外，即后来被称为印布洛斯岛海战的过程中，严君号意外击沉了英国浅水重炮舰拉格伦号和M28号，后两者当时正处于锚泊状态，并且没有得到本应保护它们的前无畏舰的支援。雷布埃尔-帕施维茨随后决定前往穆兹罗斯港口；在那里，英国战列舰阿伽门农号正开足马力攻击奥斯曼舰艇。在穿过纳加拉角的网障区时，米迪利号不慎触发了五枚水雷并沉没；严君号也触发了三枚。撤退途中，为了躲避英国驱逐舰利泽德号和雌虎号的追击，严君号特意在纳加拉角附近的沙洲上搁岸。触地期间，英国人利用隶属皇家海军航空队第2大队的轰炸机袭击了严君号，并取得两次命中，但这些轻型飞机上的炸弹不足以造成任何严重破坏。浅水重炮舰M17号也曾试图于1月24日傍晚炮击严君号，但它仅发射了十枚炮弹，便被奥斯曼人的炮火驱离。E14号潜艇之后被派去摧毁受损的舰只，但为时已晚；前无畏舰图尔古特雷斯号于1月26日将严君号拖出沙洲，然后送回至君士坦丁堡的安全地带。2月，严君号除了检查触雷造成的损伤以及清理锅炉之外，再无发生任何重大事件。
在《布列斯特-立陶夫斯克条约》签署后，严君苏丹塞利姆号于1918年3月30日护送奥斯曼停战委员会的成员前往敖德萨。回到君士坦丁堡后，它又于5月航行前往塞瓦斯托波尔，并在那里清洁船体并修复了一些渗漏。6月28日，严君号和几艘驱逐舰驶往新罗西斯克，以扣留余下的苏联军舰，但当奥斯曼舰只抵达时，它们已自行凿沉。之后，驱逐舰留下，但严君号返回塞瓦斯托波尔。7月14日，该舰作闲置处理直至战争结束。在塞瓦斯托波尔期间，船厂工人刮掉了舰底的积垢。严君号随后返回君士坦丁堡，在那里，从8月7日至10月19日于舰体周围重新安装了混凝土围堰，以修复年初因触雷受损的三个部位。
德意志帝国海军于11月2日正式将严君苏丹塞利姆号的所有权移交奥斯曼政府，德籍船员则搭乘轮船经由敖德萨返国。根据奥斯曼帝国与西方协约国之间签署的《色佛尔条约》条款，严君号本应作为战争赔款移交英国皇家海军处置，但由于希腊试图从分崩离析的奥斯曼帝国争夺领土，导致一战后立即爆发土耳其獨立戰爭，使得舰只移交最终告吹。随着当代土耳其作为战胜国崛起，《色佛尔条约》遭到废除，并于1923年重新签订了《洛桑条约》。根据该条约，新成立的土耳其共和国获准保留其舰队的大部分舰只，其中包括严君号。

### 战后役期
在1920年代，将严君苏丹塞利姆号翻新作为新国家舰队核心成员的承诺，是当时提出的各种海军政策中唯一不变的元素。这艘战列巡洋舰于1926年之前一直停留在伊兹密特，处于一个荒废的状态：其锅炉仅余两台仍可工作，舰只无法驾驶或蒸汽，并且在1918年的那次触雷事故中尚余两处创伤未及修复。当局筹集了足够的资金从德国购入一个全新的26,000公噸（26,000長噸）浮旱坞，因为严君号无论被拖往何处，都难以避免在波涛汹涌的海面上沉没的风险。来自法国的圣纳泽尔-彭霍特船厂（Atelier et Chantiers de St. Nazaire-Penhöet）获得了监理合同，随后的改装则在格尔居克海军造船厂进行。工程持续了三年多（1927－1930年）；它因受到船坞的几个舱室在进行抽水时倒塌所影响而延误。严君号在重新浮起前受到轻微损伤，而船坞也必须在维修工作开始前完成修复。在随后对事件的调查中，土耳其海军部长伊赫桑·埃尔亚武兹贝伊因挪用公款而被判有罪。其它延误是由于对军方的舞弊指控所造成，这些指控直接导致了海军部被撤销。时任土耳其军方总参谋长的陆军元帅費夫齊·恰克馬克反对海军建设，并在收到舞弊指控后放缓了所有的海军建设计划。战列巡洋舰的密集化工作直至1928年，当希腊海军于9月在土耳其附近进行了一次大规模演习后才开始，土耳其政府认为有必要与希腊的海军优势抗衡。土耳其人还从意大利造船厂订购了四艘驱逐舰和两艘潜艇。当希腊人得知严君号将被重新投入启用，但保留了建造两艘新巡洋舰的权利时，该国政府提议以《华盛顿海军条约》为蓝本，制定10年的海军建设“假期”。土耳其政府拒绝了这一提议，并声称该舰的目的是为对抗在黑海的实力日益增强的苏联海军。

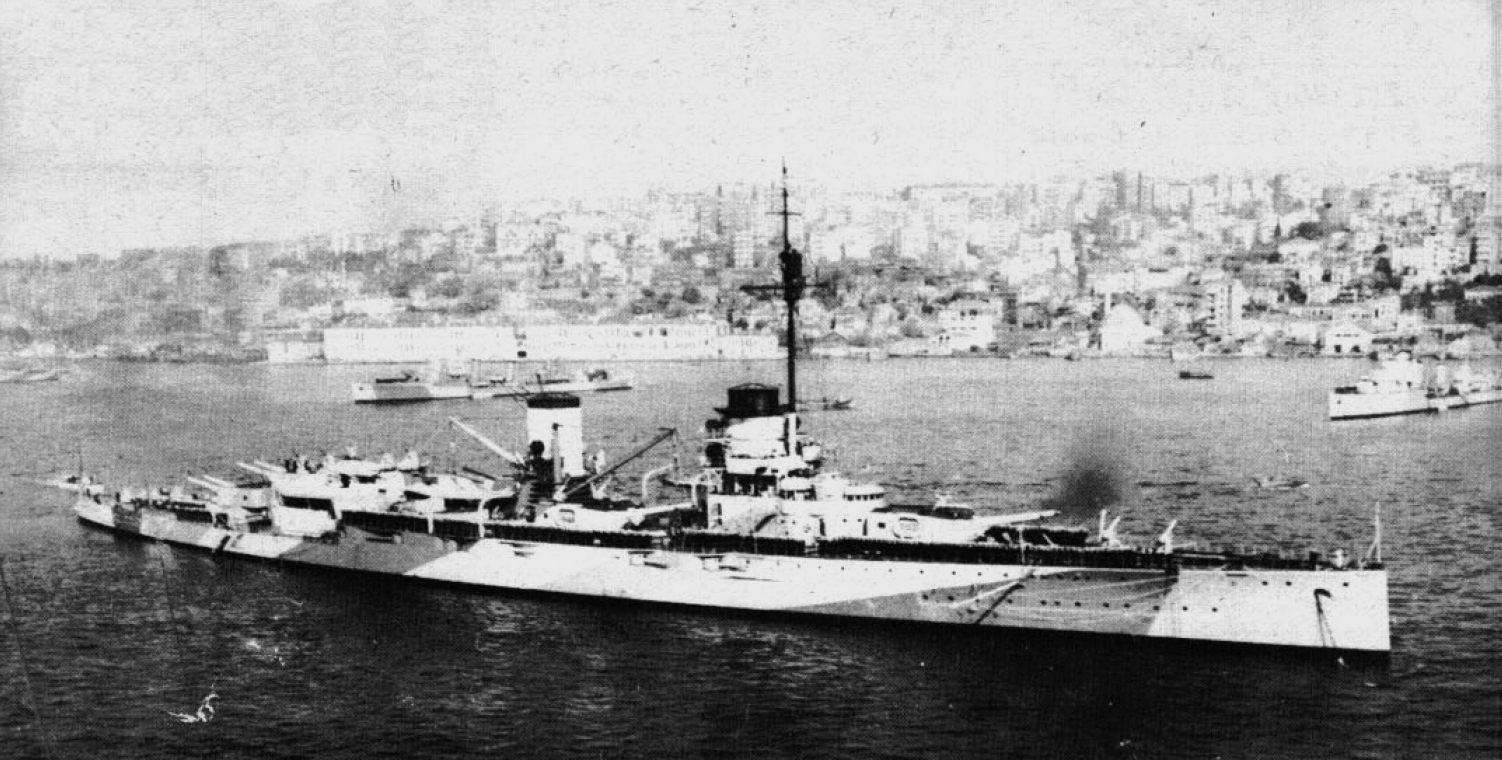
严君号于伊斯坦布尔，1947年

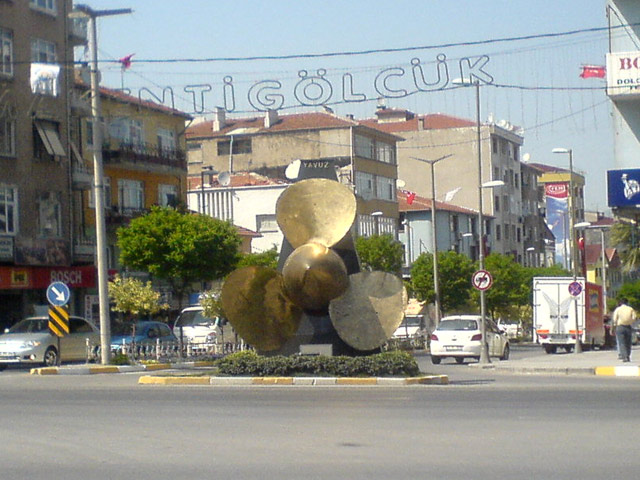
现存于格尔居克的严君号螺旋桨

在改装过程中，触雷受损情况得到修复，严君苏丹塞利姆号的排水量增加至23,100公噸（22,700長噸），船体也略有修整。它的长度缩短了半米，但舷宽增加了10（3.9英寸）。舰只装备了新的锅炉，以及用于主炮的法国火控系统。150毫米炮中有两门从炮廓阵位内移除。它的装甲并没有吸取日德兰海战的教训而进行升级，弹药库上方仅有50（2.0英寸）厚的保护层。严君号于1930年重新入役，恢复了它作为土耳其海军旗舰的地位，并在速度试验中的表现优于预期；随后的射击和火控试验也同样取得了成功。当局安排了四艘驱逐舰用于保护战列巡洋舰，它们于1931年至1932年间服役，但性能从未达到设计要求。作为对严君号重新入役的回应，苏联于1929年末从波罗的海调来了战列舰巴黎公社号和轻巡洋舰赤色职工国际号，以确保黑海舰队与土耳其海军维持均势。希腊政府也作出回应，订购了两艘新驱逐舰。
1933年，严君苏丹塞利姆号搭载土耳其总理伊斯梅特·伊纳尼从瓦尔纳前往伊斯坦布尔，又于翌年将伊朗沙阿礼萨汗从特拉比松接送至萨姆松。舰只的名称于1930年正式缩短为“严君苏丹号”，然后于1936年进一步缩短为“严君号”。该舰于1938年还进行了另一项简短的改装，并于同年11月负责将土耳其首任总统穆斯塔法·凯末尔·阿塔图尔克的遗体从伊斯坦布尔运送至伊兹密特。至1937年，它和其它一些土耳其海军舰艇被英国海军武官视为已过时了，部分原因是它们的防空武器低于标准，但至1938年，土耳其政府开始计划扩军。根据这些计划，其水面舰队将由两艘万吨级巡洋舰和十二艘驱逐舰组成。严君号将被保留至1945年，直到第二艘巡洋舰入役，而海军预计于1950年至1960年间新建一艘23,000公噸（23,000長噸）级的舰只。海军的造舰计划最终未能实现，因为在第二次世界大战之前，外国造船厂建造的舰艇都集中于满足它们自己国家的需求。
严君号于整个第二次世界大战期间都维持在役状态。至1939年11月，它和巴黎公社号是黑海地区仅有的两艘主力舰，而据《生活》杂志报道称，严君号要优于苏联舰只，因为后者的状况不佳。在1941年，严君号的防空武器被强化为四门88（3.5英寸）炮、十门40（1.6英寸）炮和四门20（0.79英寸）炮。这些在后来又增至二十二门40毫米炮和二十四门20毫米炮。1946年4月5日，美国战列舰密苏里号、轻巡洋舰普罗维登斯号和驱逐舰鲍尔号抵达伊斯坦布尔，以归还土耳其大使穆尼尔·埃尔泰金的遗体。严君号在博斯普鲁斯海峡迎接他们，并与密苏里号互鸣了19发礼炮。
1948年以后，严君号开始驻扎在伊兹密特或格尔居克。它于1950年12月20日退出现役，并于1954年11月14日正式从海军名录中除籍。当土耳其于1952年加入北大西洋公约组织时，该舰的船体编号被指定为“B70”。1963年，土耳其政府提出将舰只作为博物馆船出售予西德政府，但遭到拒绝。土耳其遂将舰只作为废品于1971年售予塞曼公司（M.K.E. Seyman）。它于1973年6月7日被拖至拆船商处，至1976年2月完成拆解工作。在被处理之前，它是除美国德克萨斯号之外仅存的无畏舰。